# Планета ужасов
«Планета ужасов» (англ. Inseminoid) — фантастический фильм ужасов 1981 года.

## Сюжет
Группа учёных работает на планете в далёком космосе. Одну из них, женщину по имени Сэнди, насилует инопланетянин, и она беременеет от него. Существо, растущее внутри Сэнди, начинает влиять на её поведение: оно заставляет её убивать коллег и выпивать их кровь.

## В ролях
- Джуди Гисон — Сэнди
- Робин Кларк — Марк
- Джен Эшли — Холли Маккей
- Стефани Бичем — Кейт Карсон
- Стивен Гривс — Гэри
- Барри Хоутон — Карл
- Розалинд Ллойд — Гейл
- Виктория Теннант — Барбра

## Номинации
В 1982 году фильм был номинирован на главную премию кинофестиваля «Фантаспорто».